# آرادو اس‌دی۱
آرادو اس‌دی۱ (به انگلیسی: Arado_SD_I) یک هواگرد از نوع هواپیمای جنگنده ساخت شرکت آرادو فلوکتسایک‌ورک در آلمان است. هواگرد آرادو اس‌دی۱ نخستین پروازش را در ۲۷ اکتبر ۱۹۲۷ میلادی انجام داد. در مجموع، تعداد ۲ فروند از این هواگرد ساخته شده‌است.
طراح این هواگرد، والتر رتل مهندس آلمانی بود.